# Begnécourt
Begnécourt est une commune française située dans le département des Vosges, en région Grand Est.
Les habitants sont appelés les Bégnécurtiens.

## Géographie

### Localisation
Begnécourt est une commune rurale du secteur de la Plaine des Vosges, au confluent du Madon et de l'Illon.
La commune est à 1,8 km de Bainville-aux-Saule, 1,9 de Gelvécourt-et-Adompt, 4,1 de Hagécourt, 5,7 de Dompaire, 11,7 de Mirecourt et 29,8 de l'A31 Échangeur de Bulgnéville.

### Communes limitrophes
Les communes limitrophes sont  Bainville-aux-Saules, Dompaire, Gelvécourt-et-Adompt, Hagécourt et Légéville-et-Bonfays.

### Géologie et relief
La superficie de la commune est de 4,57 km2 ; son altitude varie de 283  à   366 mètres.
Deux zones naturelles d'intérêt écologique, faunistique et floristique :
- Forêt du Grand Bois à Dompaire[2].
- Vergers de Mirecourt[3].

### Hydrographie et les eaux souterraines
Hydrogéologie et climatologie : Système d’information pour la gestion des eaux souterraines du bassin Rhin-Meuse :
Territoire communal : Occupation du sol (Corinne Land Cover); Cours d'eau (BD Carthage),
Géologie : Carte géologique; Coupes géologiques et techniques,
 Hydrogéologie : Masses d'eau souterraine; BD Lisa; Cartes piézométriques.

#### Réseau hydrographique

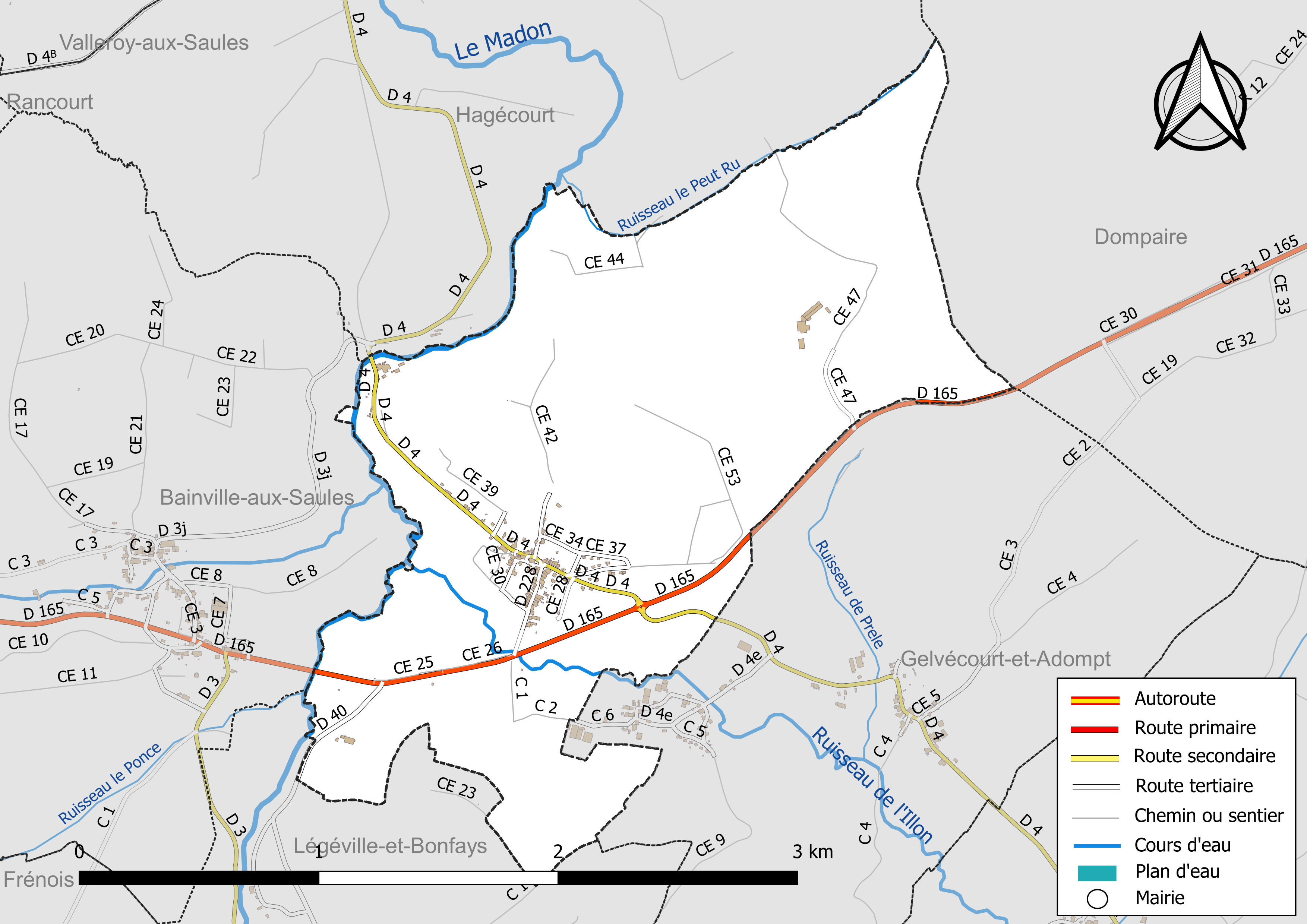
Réseaux hydrographique et routier de Begnécourt.

La commune est située dans le bassin versant du Rhin au sein du bassin Rhin-Meuse. Elle est drainée par le Madon, le ruisseau de l'Illon et le ruisseau le Peut Ru,.
Le Madon, d'une longueur totale de 96,9 km, prend sa source dans la commune de Vioménil et se jette  dans la Moselle à Pont-Saint-Vincent, après avoir traversé 47 communes.
L'Illon, d'une longueur totale de 12,7 km, prend sa source dans la commune de Harol et se jette  dans le Madon sur le territoire communal, en limite avec Bainville-aux-Saules, après avoir traversé cinq communes.

#### Gestion et qualité des eaux
Le territoire communal est couvert par le schéma d'aménagement et de gestion des eaux (SAGE) « Nappe des Grès du Trias Inférieur ». Ce document de planification, dont le territoire comprend le périmètre de la zone de répartition des eaux de la nappe des Grès du trias inférieur (GTI), d'une superficie de 1 497 km2,  est en cours d'élaboration. L’objectif poursuivi est de stabiliser les niveaux piézométriques de la nappe des GTI et atteindre l'équilibre entre les prélèvements et la capacité de recharge de la nappe. Il doit être cohérent avec les objectifs de qualité définis dans les SDAGE Rhin-Meuse et Rhône-Méditerranée. La structure porteuse de l'élaboration et de la mise en œuvre est le conseil départemental des Vosges.
La qualité des eaux de baignade et des cours d’eau peut être consultée sur un site dédié géré par les agences de l’eau et l’Agence française pour la biodiversité.

### Climat
Pour des articles plus généraux, voir Climat du Grand Est et Climat des Vosges.
En 2010, le climat de la commune est de type climat des marges montargnardes, selon une étude du Centre national de la recherche scientifique s'appuyant sur une série de données couvrant la période 1971-2000. En 2020, Météo-France publie une typologie des climats de la France métropolitaine dans laquelle la commune est dans une zone de transition entre le climat océanique altéré et le climat océanique altéré et est dans la région climatique Lorraine, plateau de Langres, Morvan, caractérisée par un hiver rude (1,5 °C), des vents modérés et des brouillards fréquents en automne et hiver.
Pour la période 1971-2000, la température annuelle moyenne est de 9,7 °C, avec une amplitude thermique annuelle de 17,1 °C. Le cumul annuel moyen de précipitations est de 997 mm, avec 12,9 jours de précipitations en janvier et 9,8 jours en juillet. Pour la période 1991-2020, la température moyenne annuelle observée sur la station météorologique de Météo-France la plus proche, « Dommartin-aux-Bois_sapc », sur la commune de Dommartin-aux-Bois à 10 km à vol d'oiseau, est de 10,6 °C et le cumul annuel moyen de précipitations est de 908,9 mm. 
La température maximale relevée sur cette station est de 39,4 °C, atteinte le 25 juillet 2019 ; la température minimale est de −17,5 °C, atteinte le 20 décembre 2009,,.
Les paramètres climatiques de la commune ont été estimés pour le milieu du siècle (2041-2070) selon différents scénarios d'émission de gaz à effet de serre à partir des nouvelles projections climatiques de référence DRIAS-2020. Ils sont consultables sur un site dédié publié par Météo-France en novembre 2022.

## Urbanisme

### Typologie
Au 1er janvier 2024, Begnécourt est catégorisée commune rurale à habitat dispersé, selon la nouvelle grille communale de densité à sept niveaux définie par l'Insee en 2022.
Elle est située hors unité urbaine. Par ailleurs la commune fait partie de l'aire d'attraction d'Épinal, dont elle est une commune de la couronne,. Cette aire, qui regroupe 118 communes, est catégorisée dans les aires de 50 000 à moins de 200 000 habitants,.

### Occupation des sols

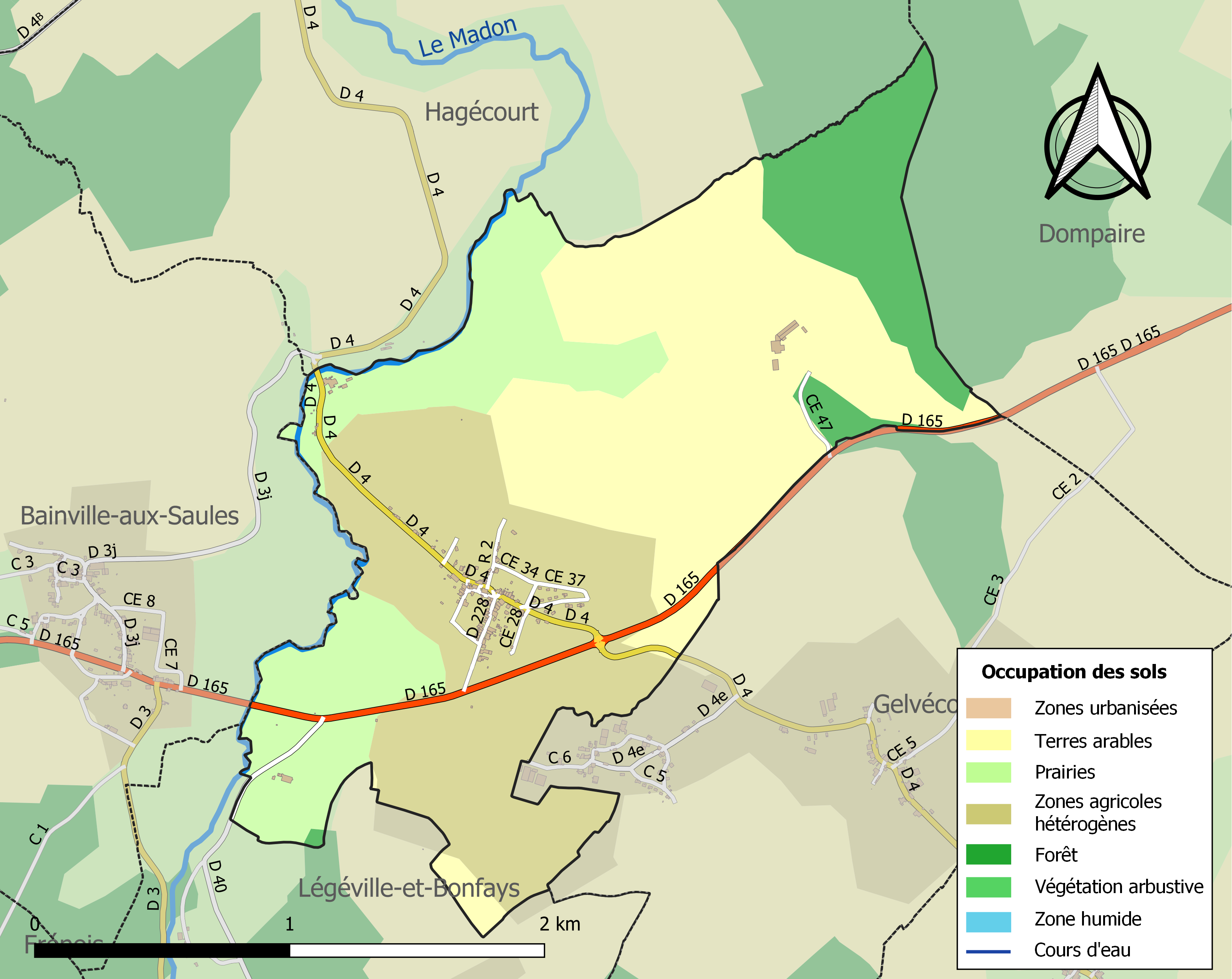
Carte des infrastructures et de l'occupation des sols de la commune en 2018 (CLC).

L'occupation des sols de la commune, telle qu'elle ressort de la base de données européenne d’occupation biophysique des sols Corine Land Cover (CLC), est marquée par l'importance des territoires agricoles (89,1 % en 2018), une proportion identique à celle de 1990 (89,1 %). La répartition détaillée en 2018 est la suivante : 
terres arables (36,3 %), zones agricoles hétérogènes (32,8 %), prairies (20 %), forêts (10,9 %). L'évolution de l’occupation des sols de la commune et de ses infrastructures peut être observée sur les différentes représentations cartographiques du territoire : la carte de Cassini (XVIIIe siècle), la carte d'état-major (1820-1866) et les cartes ou photos aériennes de l'IGN pour la période actuelle (1950 à aujourd'hui).

### Habitat et logement
En 2020, le nombre total de logements dans la commune était de 85, alors qu'il était de 81 en 2015 et de 75 en 2010.
Parmi ces logements, 72,6 % étaient des résidences principales, 5,9 % des résidences secondaires et 21,4 % des logements vacants. Ces logements étaient pour 94,2 % d'entre eux des maisons individuelles et pour 4,6 % des appartements.
Le tableau ci-dessous présente la typologie des logements à Begnécourt en 2020 en comparaison avec celle des Vosges et de la France entière. Une caractéristique marquante du parc de logements est ainsi la faible proportion des résidences secondaires et logements occasionnels (5,9 %) par rapport au département (9,9 %) et à la France entière (9,7 %). Concernant le statut d'occupation de ces logements, 79,4 % des habitants de la commune sont propriétaires de leur logement (83,1 % en 2014), contre 64,3 % pour les Vosges et 57,5 pour la France entière.
| Typologie                                               | Begnécourt | Vosges | France entière |
| ------------------------------------------------------- | ---------- | ------ | -------------- |
| Résidences principales (en %)                           | 72,6       | 78,9   | 82,1           |
| Résidences secondaires et logements occasionnels (en %) | 5,9        | 9,9    | 9,7            |
| Logements vacants (en %)                                | 21,4       | 11,3   | 8,2            |

### Voies de communications et transports

#### Voies routières
- A31 (aussi appelée autoroute de Lorraine-Bourgogne). Échangeur Bulgnéville à 29,8 km[27].

#### Transports en commun
- Fluo Grand Est.

#### Lignes SNCF
- Gare de Contrexéville[28].
- Gare de Vittel.

## Toponymie
Le nom de la localité est attesté sous les formes Bigneicourt (1289) ; Byngneycourt (1303) ; Thiebauls de Begnicourt (1380) ; Benecourt (1496) ; Bignecourt (1594) ; Begnecourt (XVIe siècle) ; Begniécourt (1749) ; Bugnecourt (XVIIIe siècle).

## Histoire
Bigneicourt, dont le nom est attesté dès 1289, faisait partie du bailliage de Darney. La haute justice appartenait aux ducs de Lorraine, la moyenne justice et la basse justice aux seigneurs de Ville-sur-Illon et Adompt.
Bégnécourt, qui n’a pas d’église, dépendait de la cure d’Adompt, du doyenné de Porsas et du diocèse de Toul. Le patronage était au chapitre de Remiremont.
De 1790 à l’an IX, Begnécourt fait partie du canton de Valfroicourt.
2e division blindée, du général Leclerc, groupement de marche (GM), sous les ordres du lieutenant-colonel Massu le 10 septembre 1944.

## Politique et administration

### Rattachements administratifs et électoraux

#### Rattachements administratifs
La commune se trouvait depuis 1926 dans l'arrondissement d'Épinal du département des Vosges.  Par arrêté préfectoral du 15 septembre 2023, la commune en est retirée le 1er janvier 2024 et rattachée à l'arrondissement de Neufchâteau.
Elle faisait partie depuis 1801 du canton de Dompaire. Dans le cadre du redécoupage cantonal de 2014 en France, cette circonscription administrative territoriale a disparu, et le canton n'est plus qu'une circonscription électorale.

#### Rattachements électoraux
Pour les élections départementales, la commune fait partie depuis 2014 du canton de Darney
Pour l'élection des députés, elle fait partie de la quatrième circonscription des Vosges.

### Intercommunalité
Begnécourt était membre de la communauté de communes du Secteur de Dompaire, un établissement public de coopération intercommunale (EPCI) à fiscalité propre créé fin 2000 et auquel la commune avait transféré un certain nombre de ses compétences, dans les conditions déterminées par le code général des collectivités territoriales.
Dans le cadre des dispositions de la loi portant nouvelle organisation territoriale de la République du 7 août 2015, qui prévoit que les établissements publics de coopération intercommunale (EPCI) à fiscalité propre doivent avoir un minimum de 15 000 habitants, cette intercommunalité a fusionné avec sa voisine pour former, le 1er janvier 2017, la communauté de communes de Mirecourt Dompaire, dont est désormais membre la commune.

### Budget et fiscalité 2022
En 2022, le budget de la commune était constitué ainsi :
- total des produits de fonctionnement : 168 000 €, soit 1 085 € par habitant ;
- total des charges de fonctionnement : 122 000 €, soit 788 € par habitant ;
- total des ressources d'investissement : 158 000 €, soit 1 018 € par habitant ;
- total des emplois d'investissement : 121 000 €, soit 780 € par habitant ;
- endettement : 479 000 €, soit 3 090 € par habitant.

Avec les taux de fiscalité suivants :
- taxe d'habitation : 26,35 % ;
- taxe foncière sur les propriétés bâties : 43,48 % ;
- taxe foncière sur les propriétés non bâties : 30,93 % ;
- taxe additionnelle à la taxe foncière sur les propriétés non bâties : 0,00 % ;
- cotisation foncière des entreprises : 0,00 %.

Chiffres clés Revenus et pauvreté des ménages en 2021 : médiane en 2021 du revenu disponible, par unité de consommation : 245 000 €.

### Liste des maires
| Période                                  | Période                        | Identité          | Étiquette | Qualité                            |
| ---------------------------------------- | ------------------------------ | ----------------- | --------- | ---------------------------------- |
| Les données manquantes sont à compléter. |                                |                   |           |                                    |
| 2001                                     | 2008                           | Pierre Claude     |           | Meunier                            |
| 2008                                     | mai 2020                       | Monique Adam      |           |                                    |
| mai 2020                                 | avril 2023                     | Fabien Guericolas |           | Employé de commerce Démissionnaire |
| juin 2023                                | En cours (au 30 novembre 2023) | Myriam Duret      |           | Artisan                            |

## Population et société

### Démographie

#### Évolution démographique
L'évolution du nombre d'habitants est connue à travers les recensements de la population effectués dans la commune depuis 1793. Pour les communes de moins de 10 000 habitants, une enquête de recensement portant sur toute la population est réalisée tous les cinq ans, les populations de référence des années intermédiaires étant quant à elles estimées par interpolation ou extrapolation. Pour la commune, le premier recensement exhaustif entrant dans le cadre du nouveau dispositif a été réalisé en 2008.

En 2022, la commune comptait 141 habitants, en évolution de −12,96 % par rapport à 2016 (Vosges : −2,96 %, France hors Mayotte : +2,11 %).
| 1793 | 1800 | 1806 | 1821 | 1831 | 1836 | 1841 | 1846 | 1856 |
| ---- | ---- | ---- | ---- | ---- | ---- | ---- | ---- | ---- |
| 224  | 303  | 327  | 324  | 312  | 364  | 363  | 354  | 320  |

| 1861 | 1866 | 1876 | 1881 | 1886 | 1891 | 1896 | 1901 | 1906 |
| ---- | ---- | ---- | ---- | ---- | ---- | ---- | ---- | ---- |
| 307  | 310  | 300  | 279  | 256  | 270  | 236  | 216  | 206  |

| 1911 | 1921 | 1926 | 1931 | 1936 | 1946 | 1954 | 1962 | 1968 |
| ---- | ---- | ---- | ---- | ---- | ---- | ---- | ---- | ---- |
| 182  | 167  | 171  | 150  | 146  | 148  | 148  | 156  | 137  |

| 1975 | 1982 | 1990 | 1999 | 2006 | 2008 | 2013 | 2018 | 2022 |
| ---- | ---- | ---- | ---- | ---- | ---- | ---- | ---- | ---- |
| 124  | 120  | 123  | 141  | 164  | 171  | 171  | 151  | 141  |

### Enseignement
Établissements d'enseignements :
- Écoles maternelles à Bainville-aux-Saules, Dompaire, Hymont, Les Vallois, Lerrain.
- Écoles primaires Begnécourt, Dompaire, Ville-sur-Illon, Madonne-et-Lamerey, Valfroicourt.
- Collèges à Dompaire, Mirecourt, Vittel, Thaon-les-Vosges, Golbey.
- Lycées à Harol, Mirecourt, Thaon-les-Vosges, Contrexéville.

### Santé
Professionnels et établissements de santé :
- Médecins à Dompaire, Lerrain, Remoncourt, Damas-et-Bettegney, Mattaincourt, Mirecourt.
- Pharmacies à Dompaire, Lerrain, Remoncourt, Mattaincourt, Mirecourt.
- Hôpitaux à Ville-sur-Illon, Mattaincourt, Mirecourt.

### Cultes
- Culte catholique, Paroisse de la Croix de Virine[45], Diocèse de Saint-Dié.

### Équipements et services publics
- La commune dispose d'une salle polyvalente, excentrée du village[35] et du foyer rural Madon Illon[46].

## Économie

### Entreprises et commerces

#### Agriculture
- Culture de céréales (à l'exception du riz), de légumineuses et de graines oléagineuses.
- Activités de soutien à la production animale.

#### Tourisme
- Hébergements et restauration à Dombasle-devant-Darney, Mirecourt, Rouvres-en-Xaintois, Sanchey, Rugney.

#### Commerces
- Commerces et services de proximité.

## Culture locale et patrimoine

### Lieux et monuments
- Moulin de Heucheloup sur les rives du Madon, créé au XIIIe siècle et qui a vu se succéder dix meuniers de 1789 à 2013 et est toujours en fonctionnement en 2023[36],[47],[48].
- Patrimoine rural recensé par le service régional de l'Inventaire général du patrimoine culturel[49].
- Monument aux morts[50],[51],[52].
- Fontaines et lavoirs[53].

## Pour approfondir